# Trichothyse ilkerakkusi
Espèce
Synonymes
- Poecilochroa ilkerakkusi Coşar, Danışman & Marusik, 2024

Trichothyse ilkerakkusi est une espèce d'araignées aranéomorphes de la famille des Gnaphosidae.

## Distribution
Cette espèce est endémique de la province de Kahramanmaraş en Turquie,. Elle se rencontre vers Andırın.

## Description
Le mâle holotype mesure 4,7 mm.

## Systématique et taxinomie
Cette espèce a été décrite sous le protonyme Poecilochroa ilkerakkusi par Coşar, Danışman et Marusik en 2024. Elle est placée dans le genre Trichothyse par Sankaran, Haddad et Tripathi en 2025.

## Étymologie
Cette espèce est nommée en l'honneur de İlker Akkuş.

## Publication originale
- Coşar, Danışman & Marusik, 2024 : « Two new species belonging to Coreodrassus and Poecilochroa (Aranei: Gnaphosidae) from Anatolia with comments on taxonomy of both genera. » Arthropoda Selecta, vol. 33, no 1, p. 112-124.